# Kiosque du parc des Bourins
Le kiosque du parc des Bourins est un kiosque à musique situé dans le parc éponyme, un des parcs de Vichy, le long de l'Allier. Construit en 1900 au parc des Sources, il est démonté et installé au parc des Bourins en 1928. Tombé à l'abandon et fortement endommagé, il est inscrit aux Monuments historiques le 1er juillet 1986 et restauré dans les années 2000.

## Histoire
En 1861, l'empereur Napoléon III, qui était venu à Vichy suivre une première cure, décide la création de parcs (les « nouveaux parcs ») à l'emplacement des rives marécageuses de l'Allier (les actuels parcs Kennedy et Napoléon-III) et dont la construction ne s'achèvera qu'en 1880. Auparavant Vichy ne possédait qu'un seul grand parc, le parc des Sources situé dans le cœur thermal de la ville.
En 1910, ces nouveaux parcs sont prolongés au sud, toujours le long de l'Allier, par le parc des Bourins dont la conception est confiée à l'architecte Émile Rondepierre, qu'il crée comme un parc à l'anglaise.
Dans le parc des Sources existaient deux kiosques à musique, un dans le jardin de la musique du Casino et un autre dans le jardin de la Restauration.
Celui-ci, de facture plus simple, est construit juste après le Second Empire, en 1874. Durant la saison thermale, l'usage est alors qu'il y ait un concert donné à partir de 8 h dans le kiosque du jardin du Casino et un second vers 15 h au kiosque de la Restauration. En 1900, ce kiosque est démoli pour être remplacé par un nouveau, plus élaboré, conçu par l'architecte Gustave Simon (1865-1946). Son originalité tient alors à ses nombreux détails ornementaux comme les chapiteaux à crochets, panneaux de treillage en fer forgé de l'entreprise Bocquet et les bouches d'eau simulées du garde-corps, rappelant la proximité des sources. 
En 1928, à la suite de gros travaux de transformation du parc des Sources avec de nouvelles plantations, la Compagnie fermière de Vichy le fait démonter et remonter au parc des Bourins, à son emplacement actuel, à l'endroit qu'avait prévu dès 1910 l'horticulteur et paysagiste François Treyve.
Mais, éloigné du quartier thermal, le désormais kiosque du parc des Bourins ne réussira jamais à attirer les foules mondaines connues au parc des Sources où entretemps un autre kiosque très similaire a été construit.
En 1986, alors qu'il est en mauvais état et menacé de destruction, le kiosque du parc des Bourins est inscrit aux Monuments historiques,.
En 2005, l'Association pour la défense et la sauvegarde du patrimoine architectural du bassin de Vichy lance sa rénovation, qui se fait sous la forme d'un chantier pédagogique impliquant neuf établissements d'enseignement professionnel de la région Auvergne et des Compagnons du Devoir d'entreprises de couverture du département de l'Allier. Le kiosque est démonté et le chantier durera neuf ans avec le soutien financier de la région, du département, de la ville, de Cobaty Vichy et de la fédération du bâtiment de l'Allier.

## Architecture
Le kiosque est composé d'une estrade en bois, couverte et surélevée, de forme octogonale, permettant d'accueillir des orchestres d'instruments à vent, le plancher servant de caisse de résonance. Cette estrade repose sur un soubassement maçonné. Le toit est porté par huit fines colonnes s'élevant à chaque angle. Un garde-corps métallique ajouré les relie entre elles. Ce garde-corps est travaillé, composé d'un treillage de lames rivetées régulièrement percées par des rosaces polylobées à l'intérieur desquelles sont placées des moulures en fonte représentant des conques crachant de l'eau. Le haut de chaque colonne s'achève par un chapiteau à crochets qui supporte une console sur laquelle reposent les linteaux qui soutiennent la toiture dont la partie externe, en forme de dôme aplati, est recouverte de plaques de zinc nervurées. Le plafond est en parquet, compartimenté octogonalement par des moulures saillantes.
Très similaire au kiosque de la source de l'Hôpital, il se différencie par la présence d'un seul escalier menant à l'estrade et par les coquilles de son garde-corps à la place des notes de musique.

## Galerie photo

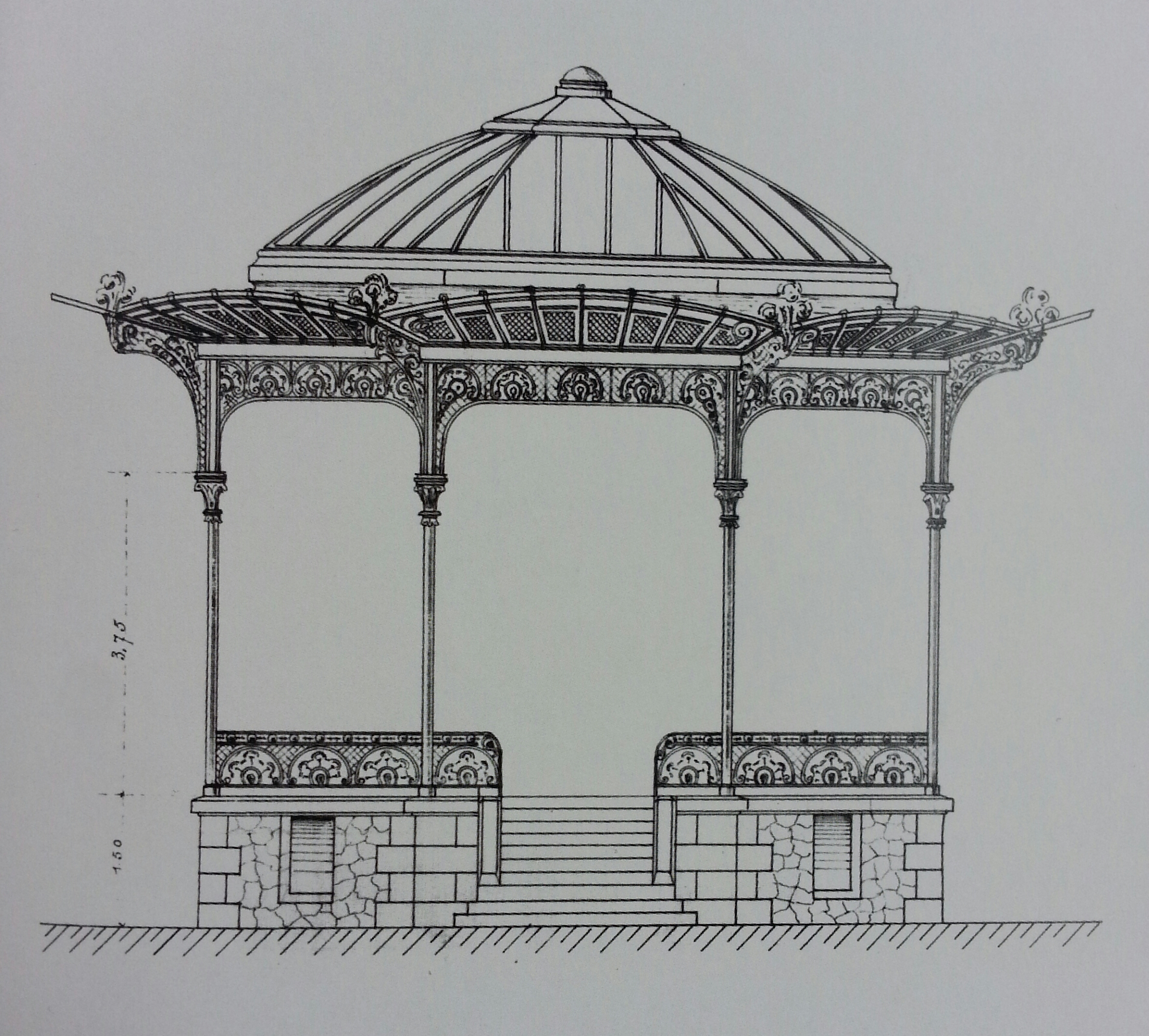
Dessin du kiosque par son architecte Gustave Simon (octobre 1909).
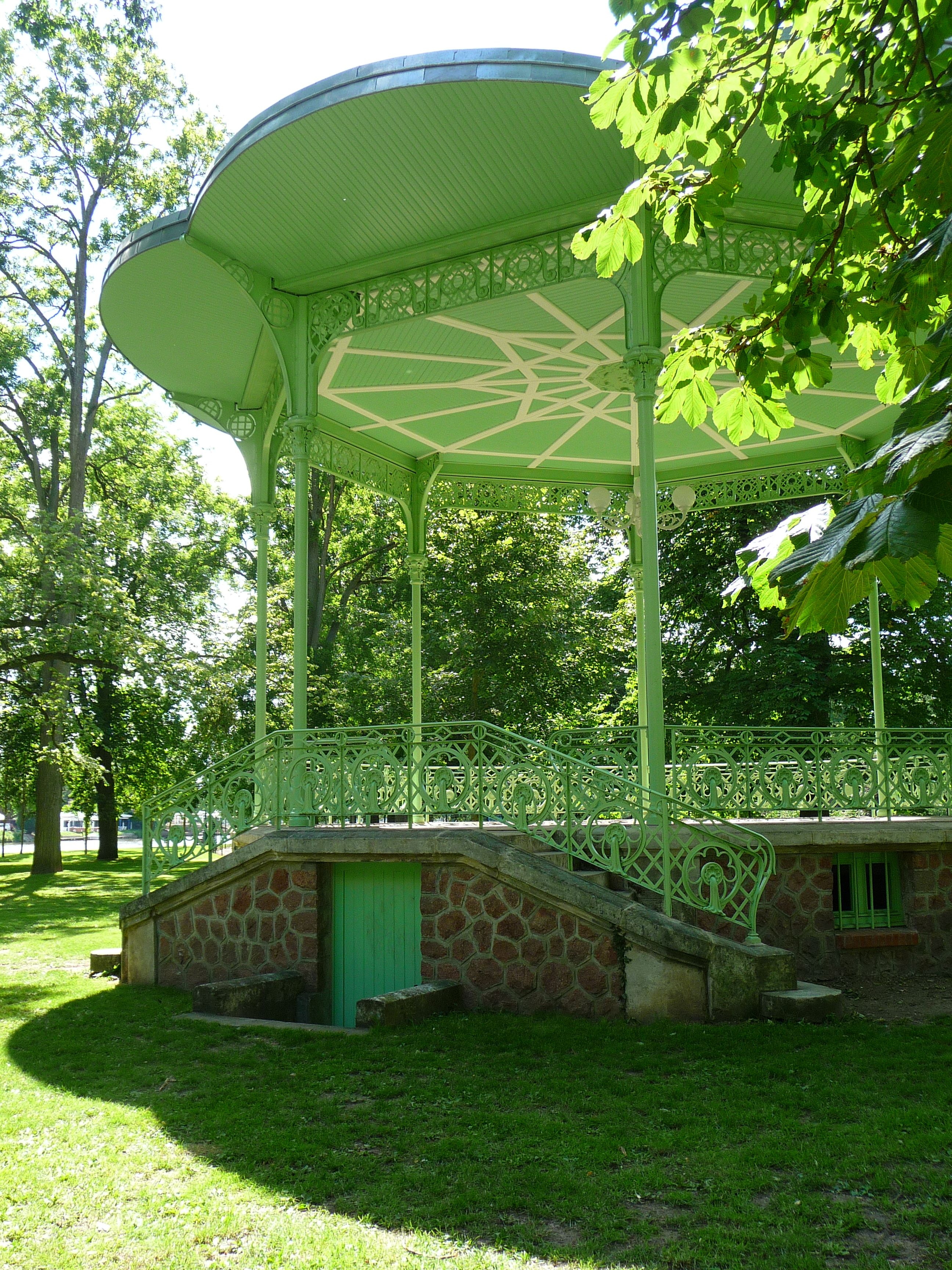
Vue générale côté escalier.
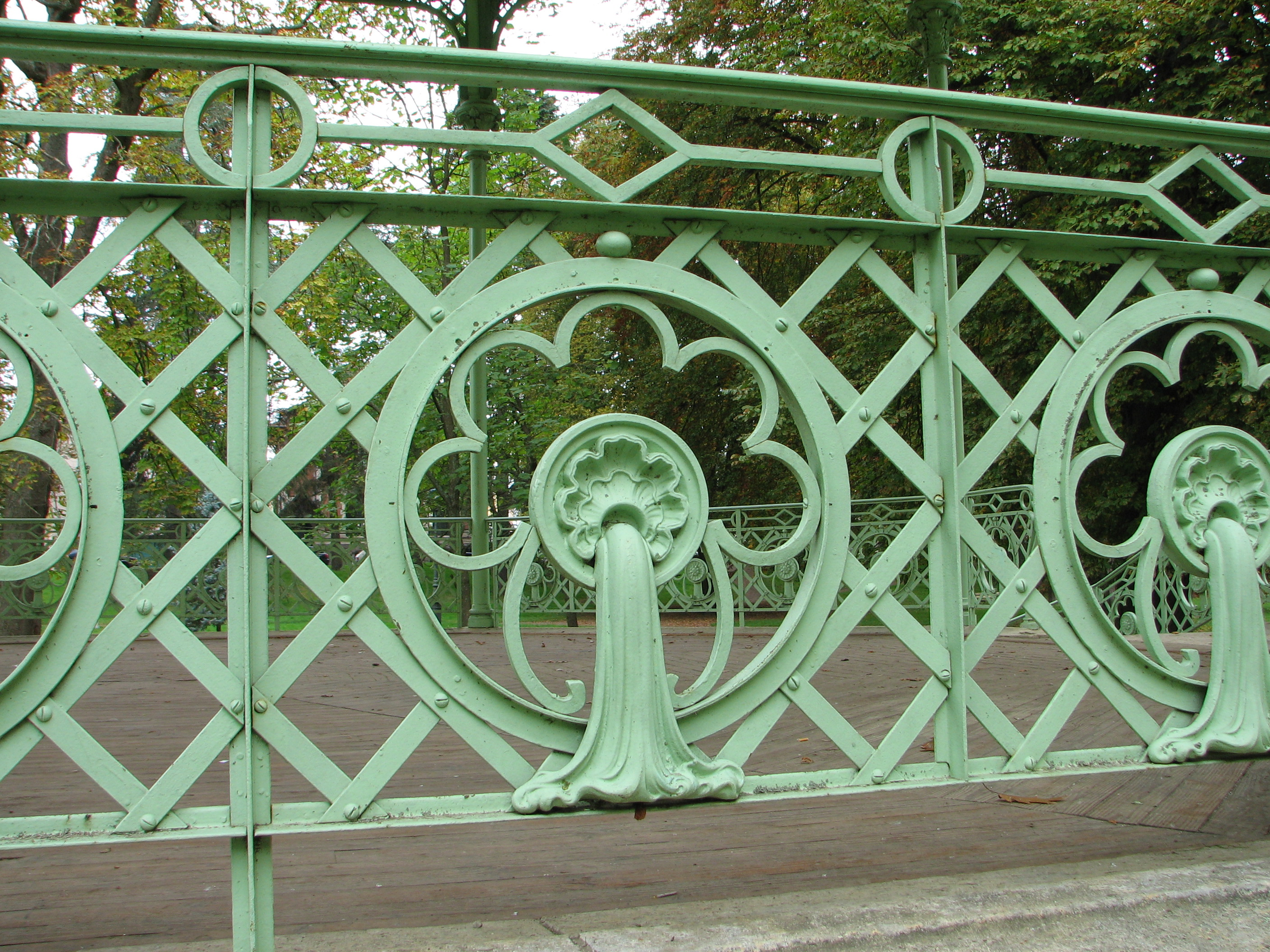
Détail du garde-corps avec les moulures en fer forgé rappelant la proximité des sources de Vichy.
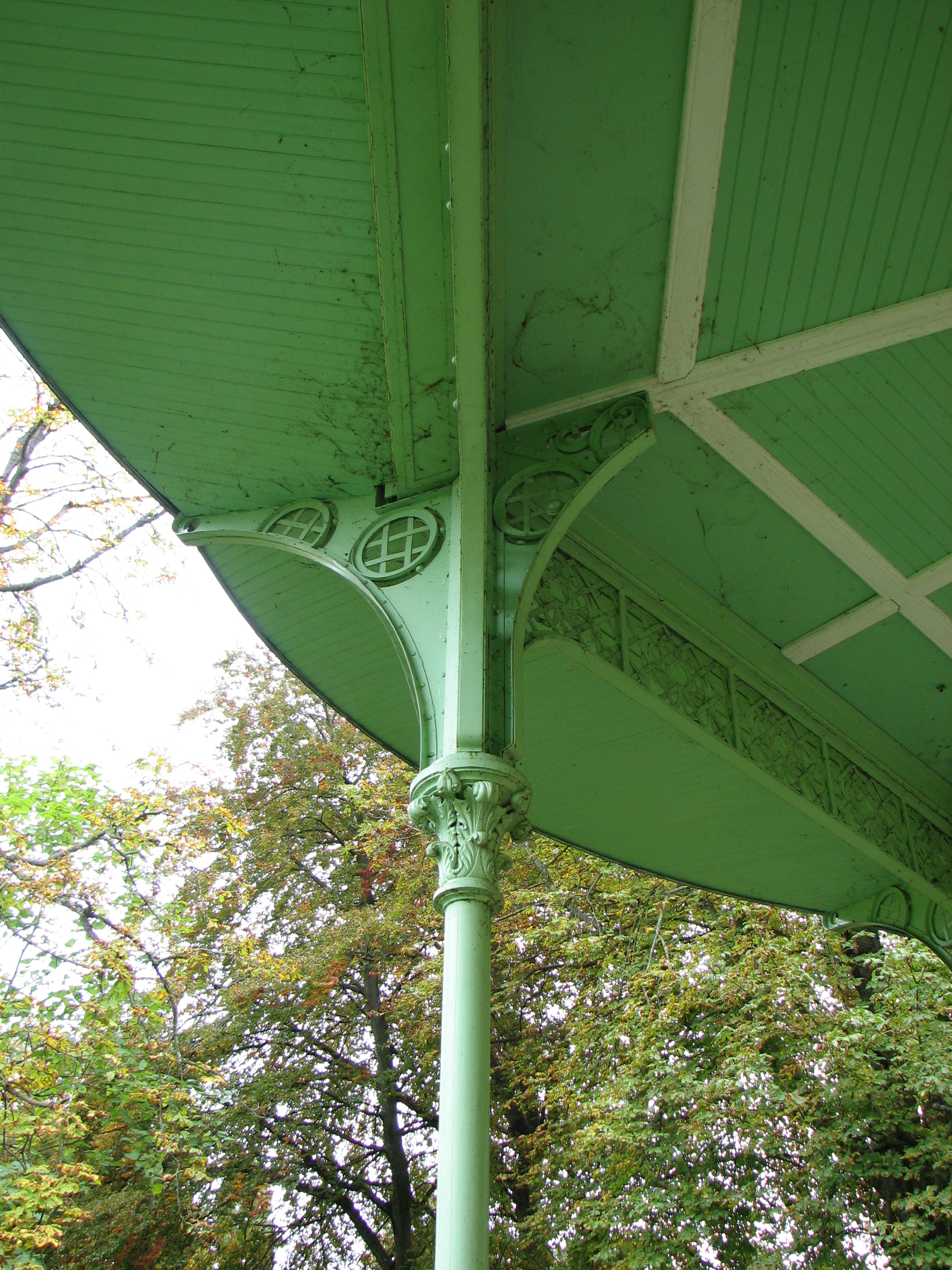
Détail du chapiteau et d'une console d'une colonne.
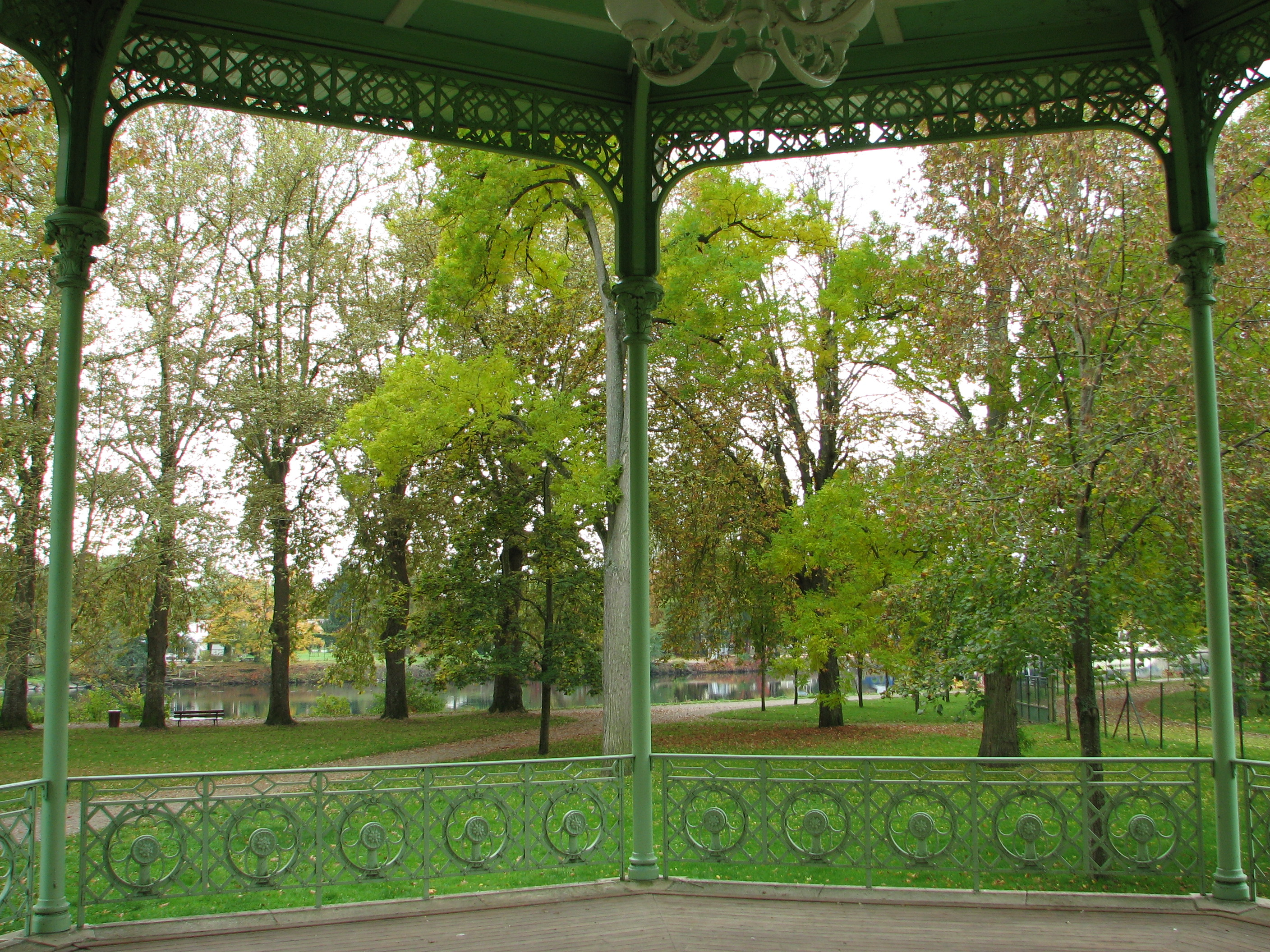
Vue du parc et de l'Allier depuis le kiosque.
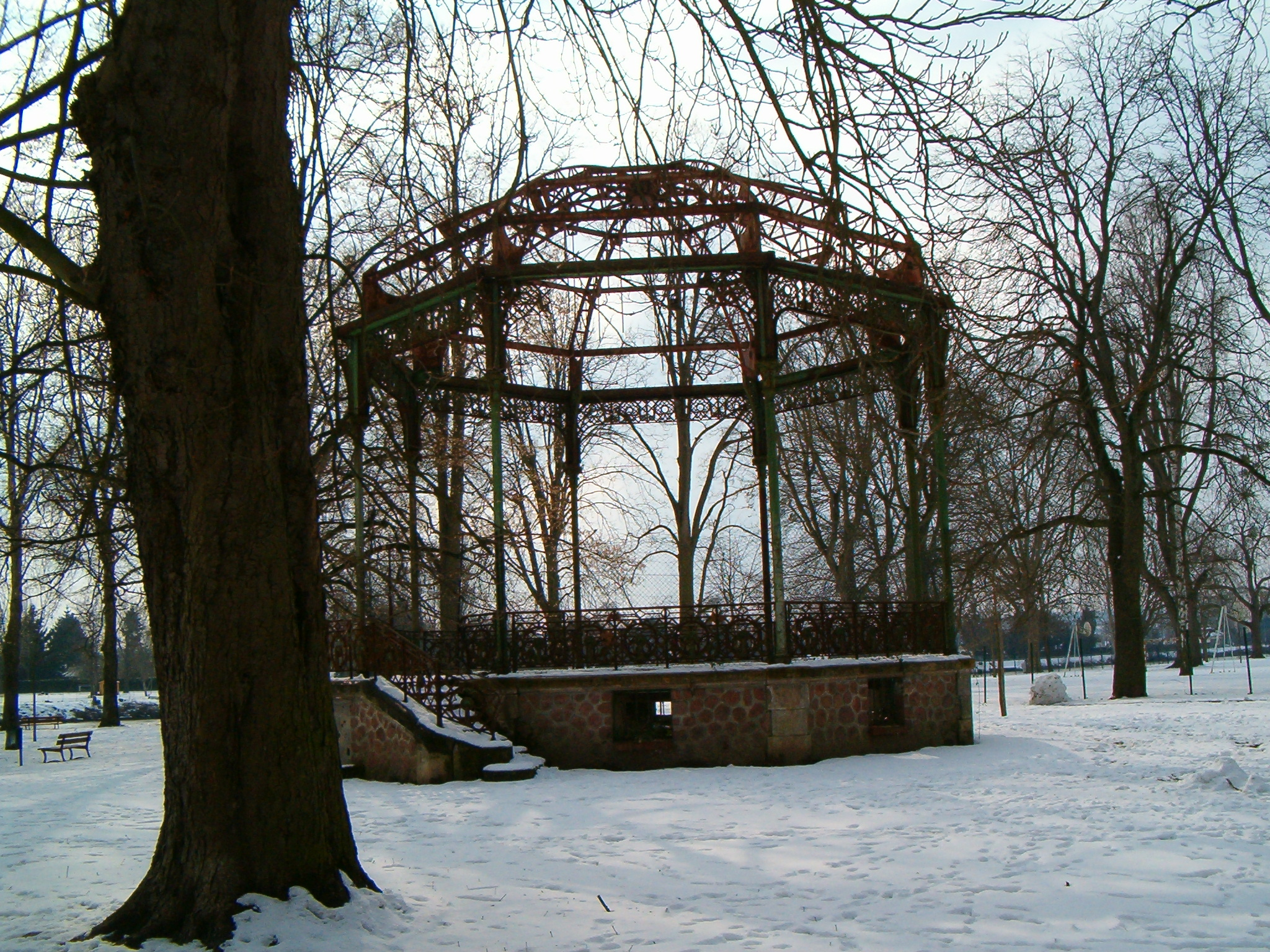
Le kiosque sous la neige en mars 2005, quelques mois avant sa rénovation.